# Aeroflot Open
L'Aeroflot Open (Obert Aeroflot), és un torneig d'escacs obert celebrat anualment a Moscou, i patrocinat per la companyia aèria Aeroflot. Va ser establert el 2002 i ràpidament va arribar a ser el més fort torneig obert d'escacs del món. La primera edició va comptar amb uns 80 Grans Mestres (GMs), i a la segona edició ja hi van participar 150 GMs.
El torneig es juga per sistema suís i el guanyador és convidat al Torneig de Dortmund que se celebra més tard en el mateix any, una tradició iniciada el 2003. En els últims anys també hi ha hagut una edició B i C a banda del torneig principal.

## Taula de guanyadors
El nom del guanyador és en negreta en les edicions en què diversos jugadors acabaren amb la mateixa puntuació. El 2007, 2008, i 2010 hi va haver un guanyador en solitari.
| #  | Any     | Guanyador(s) | Punts | Rondes |
| -- | ------- | --- | ----- | ------ |
| 1  | 2002    | Gregory Kaidanov Estats Units · Aleksandr Grisxuk Rússia · Aleksei Aleksandrov Belarús · Alexander Shabalov Estats Units · Vadim Milov Suïssa | 6.5   | 9      |
| 2  | 2003    | Victor Bologan Moldàvia · Aleksei Aleksàndrov Belarús · Aleksei Fiódorov Belarús · Piotr Svídler Rússia                                       | 7     | 9      |
| 3  | 2004    | Serguei Rublevski Rússia · Rafael Vaganian Armènia · Valeri Filippov Rússia                                                                   | 7     | 9      |
| 4  | 2005    | Emil Sutovsky Israel · Andrei Khàrlov Rússia · Vassil Ivantxuk Ucraïna · Aleksandr Motiliov Rússia · Vladímir Akopian Armènia                 | 6.5   | 9      |
| 5  | 2006    | Baadur Jobava Geòrgia · Victor Bologan Moldàvia · Krishnan Sasikiran Índia · Xakhriar Mamediàrov Azerbaidjan                                  | 6.5   | 9      |
| 6  | 2007    | Ievgueni Alekséiev Rússia | 7     | 9      |
| 7  | 2008    | Ian Nepómniasxi Rússia | 7     | 9      |
| 8  | 2009    | Étienne Bacrot França · Oleksandr Moissèienko Ucraïna                                                                                         | 6.5   | 9      |
| 9  | 2010    | Le Quang Liem Vietnam | 7     | 9      |
| 10 | 2011    | Le Quang Liem Vietnam · Nikita Vitiúgov Rússia · Ievgueni Tomaixevski Rússia                                                                  | 6½    | 9      |
| 11 | 2012    | Mateusz Bartel Polònia · Anton Kórobov Ucraïna · Pàvel Eliànov Ucraïna                                                                        | 6½    | 9      |
| 12 | 2015[1] | Ian Nepómniasxi Rússia · Daniil Dubov Rússia                                                                                                  | 7     | 9      |
| 13 | 2016[2] | Ievgueni Naier Rússia · Borís Guélfand Israel                                                                                                 | 6.5   | 9      |
| 14 | 2017[3] | Vladímir Fedosséiev Rússia | 7     | 9      |